# بارلی شیف (نیوجرسی)
بارلی شیف (به انگلیسی: Barley Sheaf) یک منطقهٔ مسکونی در ایالات متحده آمریکا است که در نیوجرسی واقع شده‌است. بارلی شیف ۵۴٫۸۶ متر بالاتر از سطح دریا واقع شده‌است.